# Billy Williams (operator filmowy)
Billy Williams (ur. 3 czerwca 1929 w Londynie, zm. 21 maja 2025) – brytyjski operator filmowy nagrodzony Oscarem za zdjęcia do filmu Gandhi (1982; reż. Richard Attenborough). Nagrodę otrzymał wspólnie z Ronnim Taylorem. Wcześniej był dwukrotnie nominowany do Oscara za zdjęcia do filmów: Zakochane kobiety (1969; reż. Ken Russell) oraz Nad złotym stawem (1981; Mark Rydell).
Dwukrotnie pojawił się także na ekranie jako aktor; w filmach przy których pracował jako operator. W filmie przygodowym Wiatr i lew (1975; reż. John Milius) zagrał postać Sir Joshuy Smitha, a w thrillerze Podejrzany (1987; reż. Peter Yates) dr Alana Alperta.
Pod koniec lat 90. wycofał się z zawodu. W 2009 odznaczony Orderem Imperium Brytyjskiego.

## Wybrana filmografia
- Mózg za miliard dolarów (1967)
- Mag (1968)
- Zakochane kobiety (1969)
- Ta przeklęta niedziela (1971)
- X, y i zet (1972)
- Papież Joanna (1972)
- Egzorcysta (1973); tylko sekwencje kręcone w Iraku (głównym operatorem był Owen Roizman)
- Nocne widma (1973)
- Szklana menażeria (1973)
- Wiatr i lew (1975)
- Przeklęty rejs (1976)
- Milczący partner (1978)
- W starym, dobrym stylu (1979)
- Orle skrzydło (1979)
- Saturn 3 (1980)
- Nad złotym stawem (1981)
- Gandhi (1982); wspólnie z Ronnim Taylorem
- Jego eminencja (1982; znany także pt. Monsignor)
- Ci, którzy przetrwają (1983)
- Dziecko z marzeń (1985)
- Eleni (1985)
- Projekt Manhattan (1986)
- Podejrzany (1987)
- Tęcza (1989)
- Stella (1990)
- Cień wilka (1992)
- Wyrzucony na brzeg (1997)